# Siegelkapsel

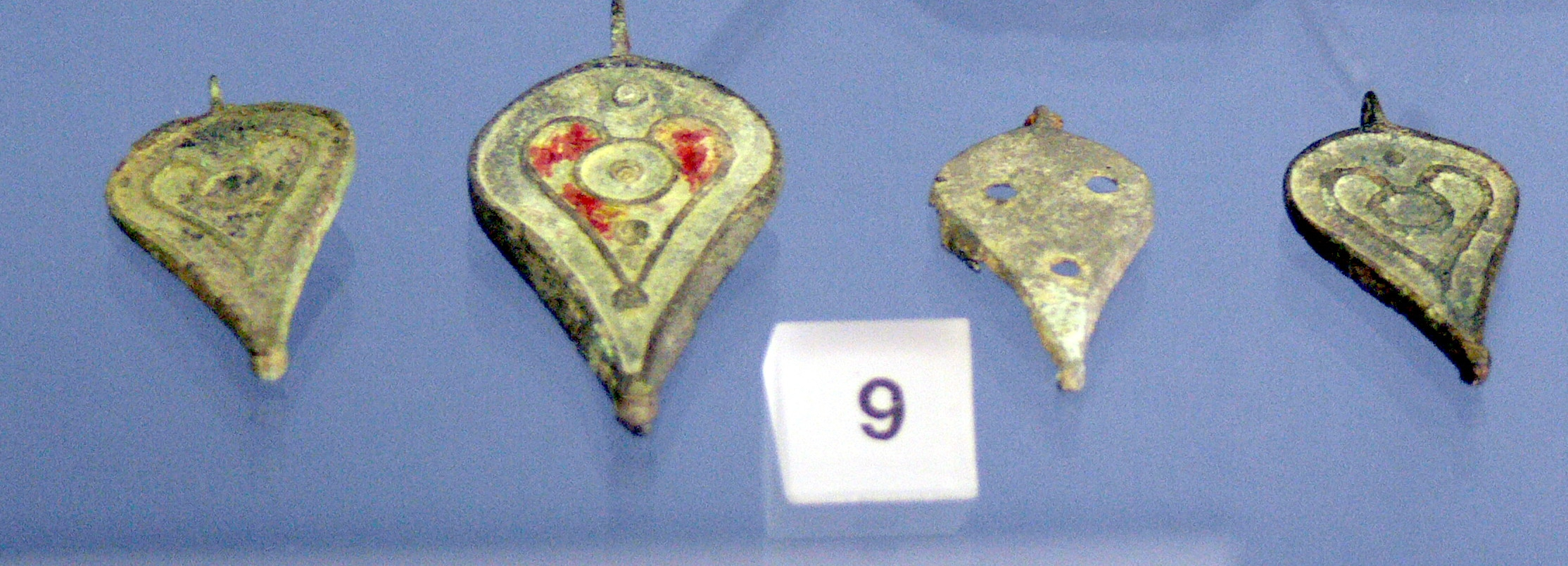
Römische Siegelkapseln, Museum Lauriacum, Enns/Oberösterreich

Siegelkapseln sind meist aus Holz oder Metall gefertigte Schutzhüllen für Siegel. Insbesondere in der römischen Zeit wurden Siegelkapseln verwendet, um die Siegel an Dokumenten wie etwa an Wachstafeln zu schützen.